# نايجل بروكس
نايجل بروكس (بالإنجليزية: Nigel Brooks)‏ هو موزع وملحن بريطاني، ولد سنة 1926.